# Kaaszwam
De kaaszwammen zijn een groep paddenstoelen die onder de hoed een poriënlaag hebben, waarin zich sporenvormende organen bevinden. In Nederland komen 25 verschillende soorten voor die alle tot de orde Polyporales, maar tot verschillende geslachten en families, behoren. De soorten kunnen op loofhout, maar ook op naaldhout voorkomen. De meeste kaaszwammen kunnen alleen met hulp van een microscoop met zekerheid gedetermineerd worden.

## Foto's

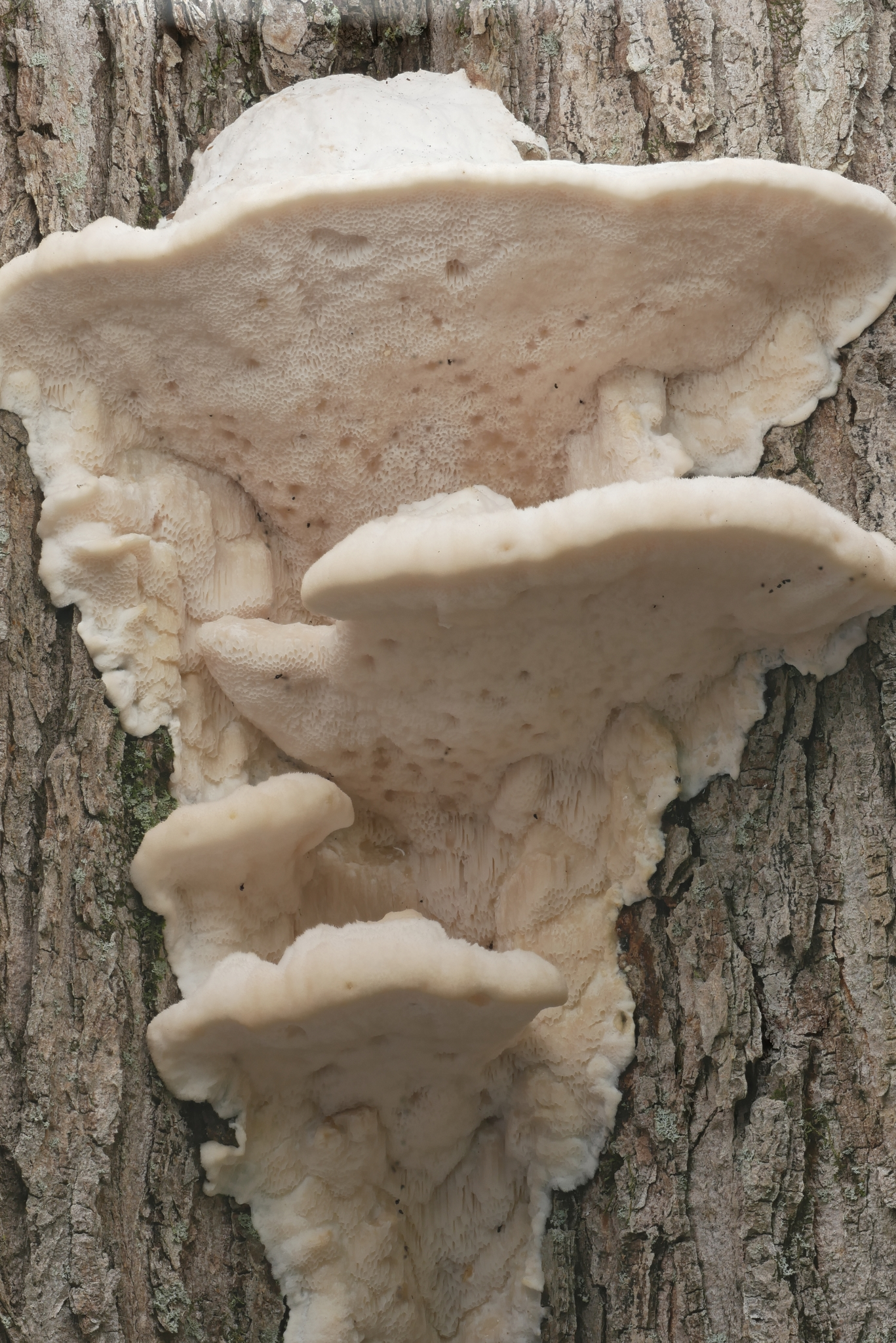
Appelboomkaaszwam
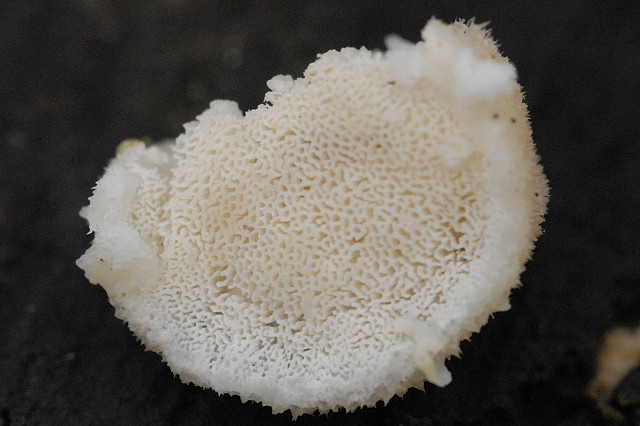
Asgrauwe kaaszwam
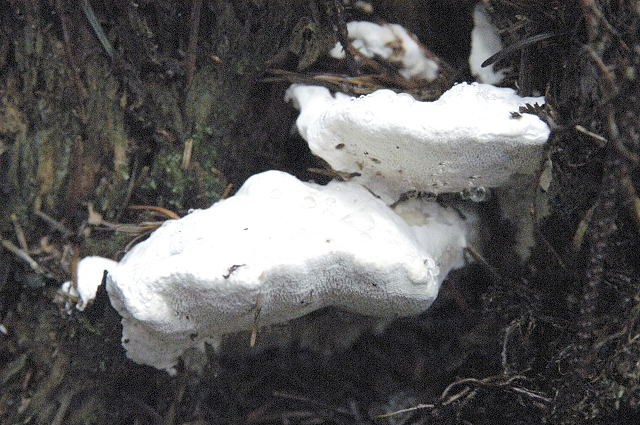
Bittere kaaszwam
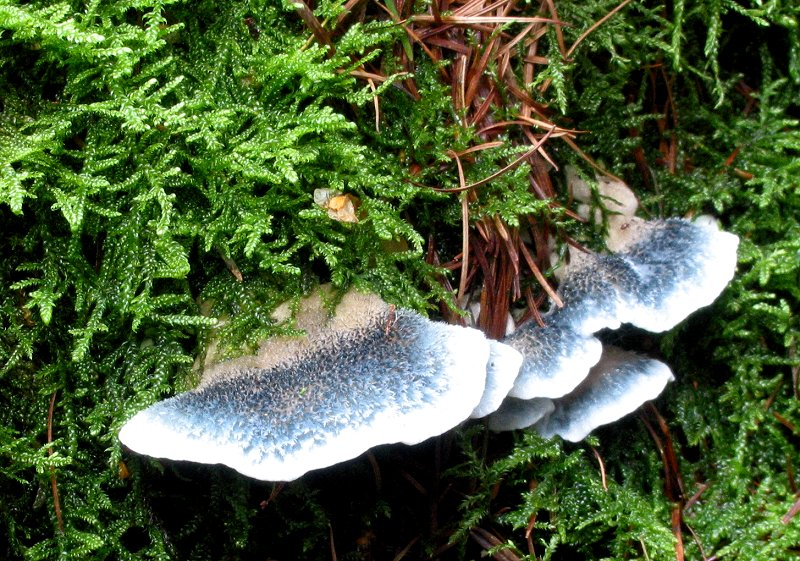
Blauwe kaaszwam
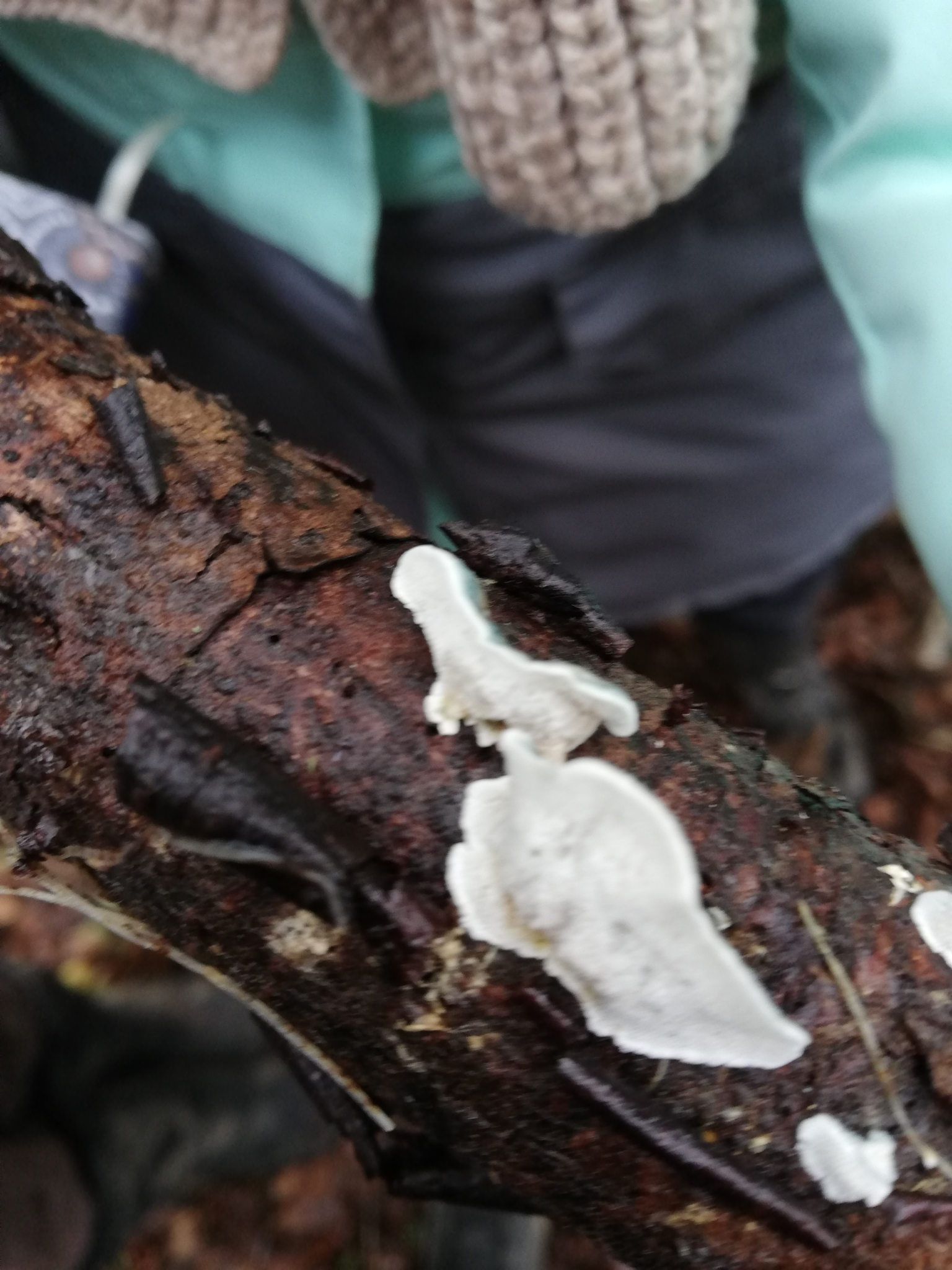
Dunne vaalblauwe kaaszwam
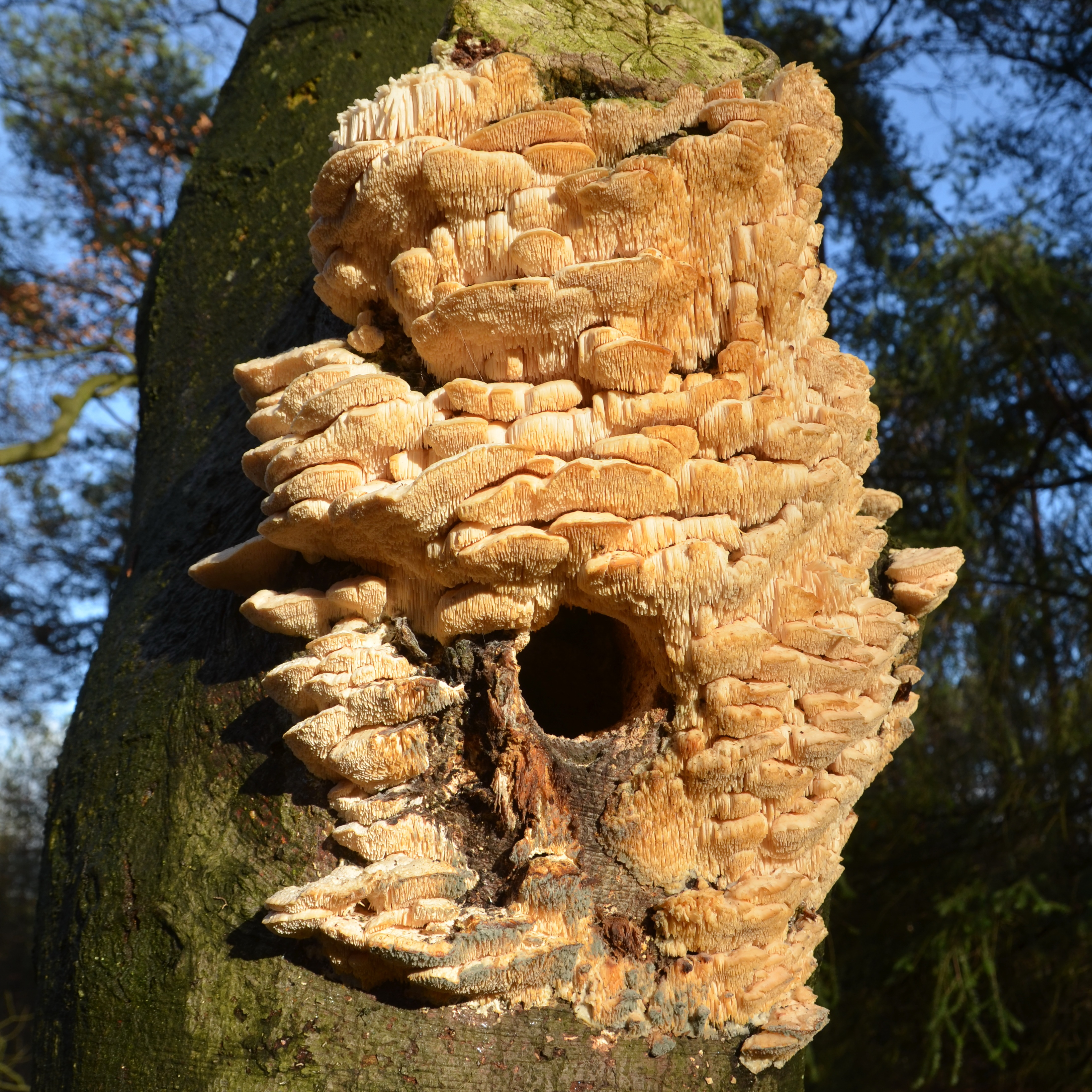
Getande kaaszwam
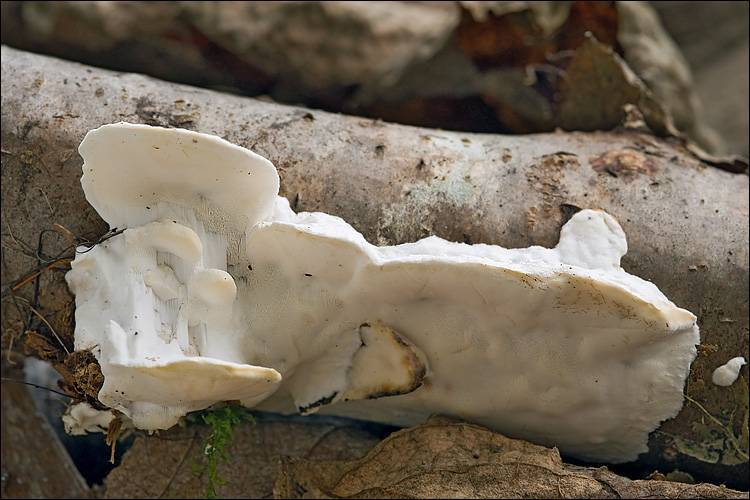
Kleine kaaszwam
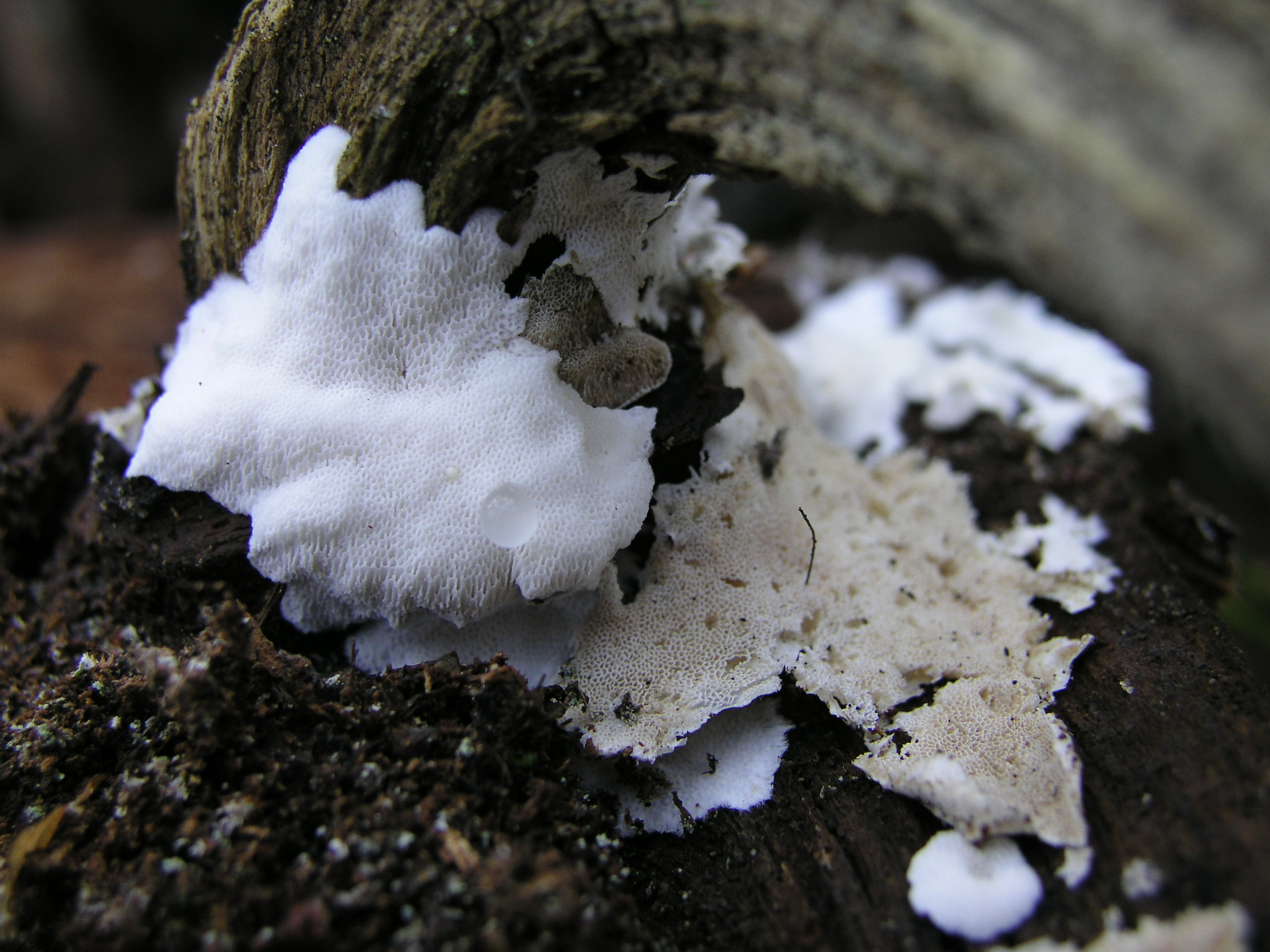
Kruipende kaaszwam
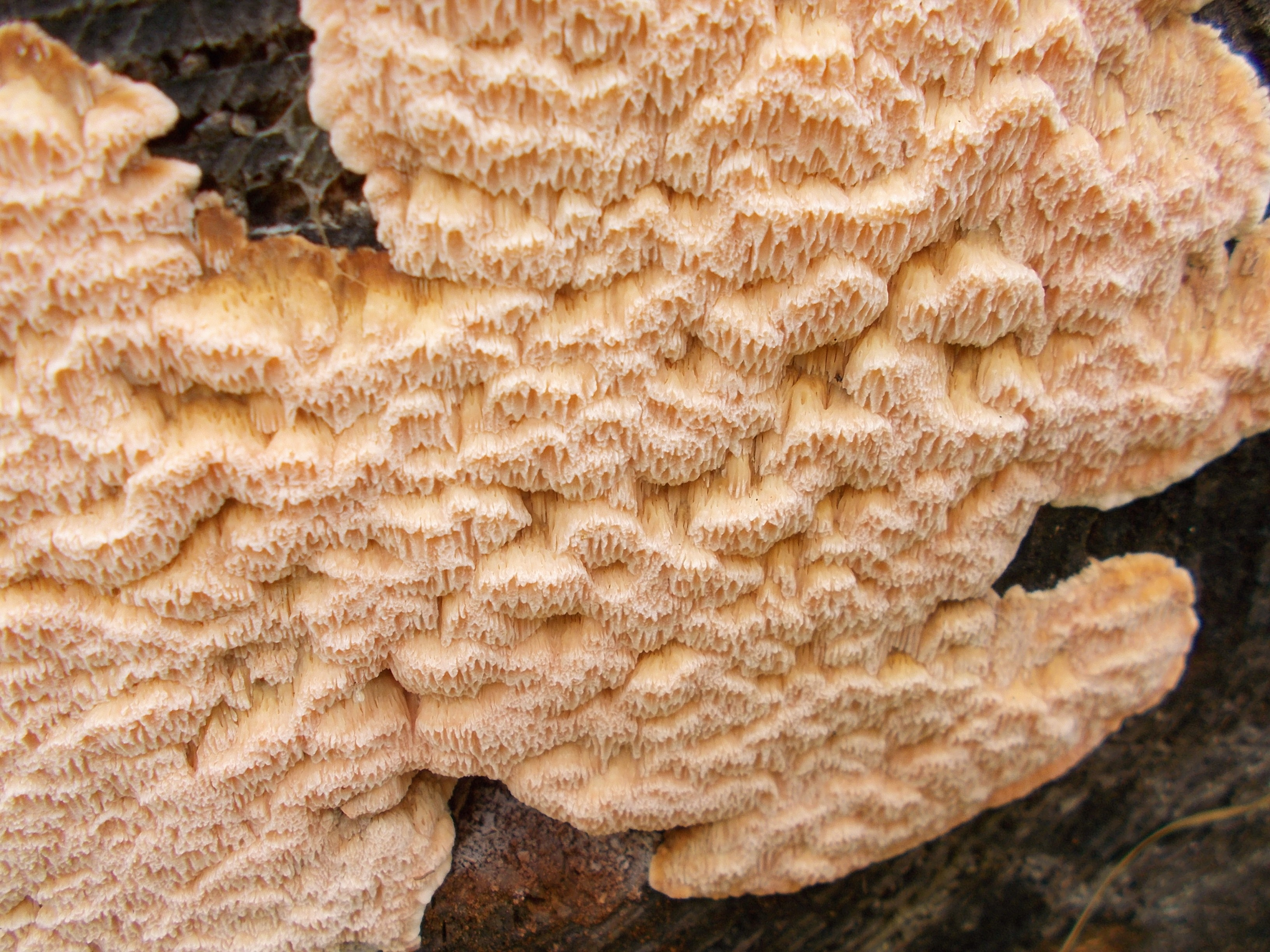
Roze kaaszwam
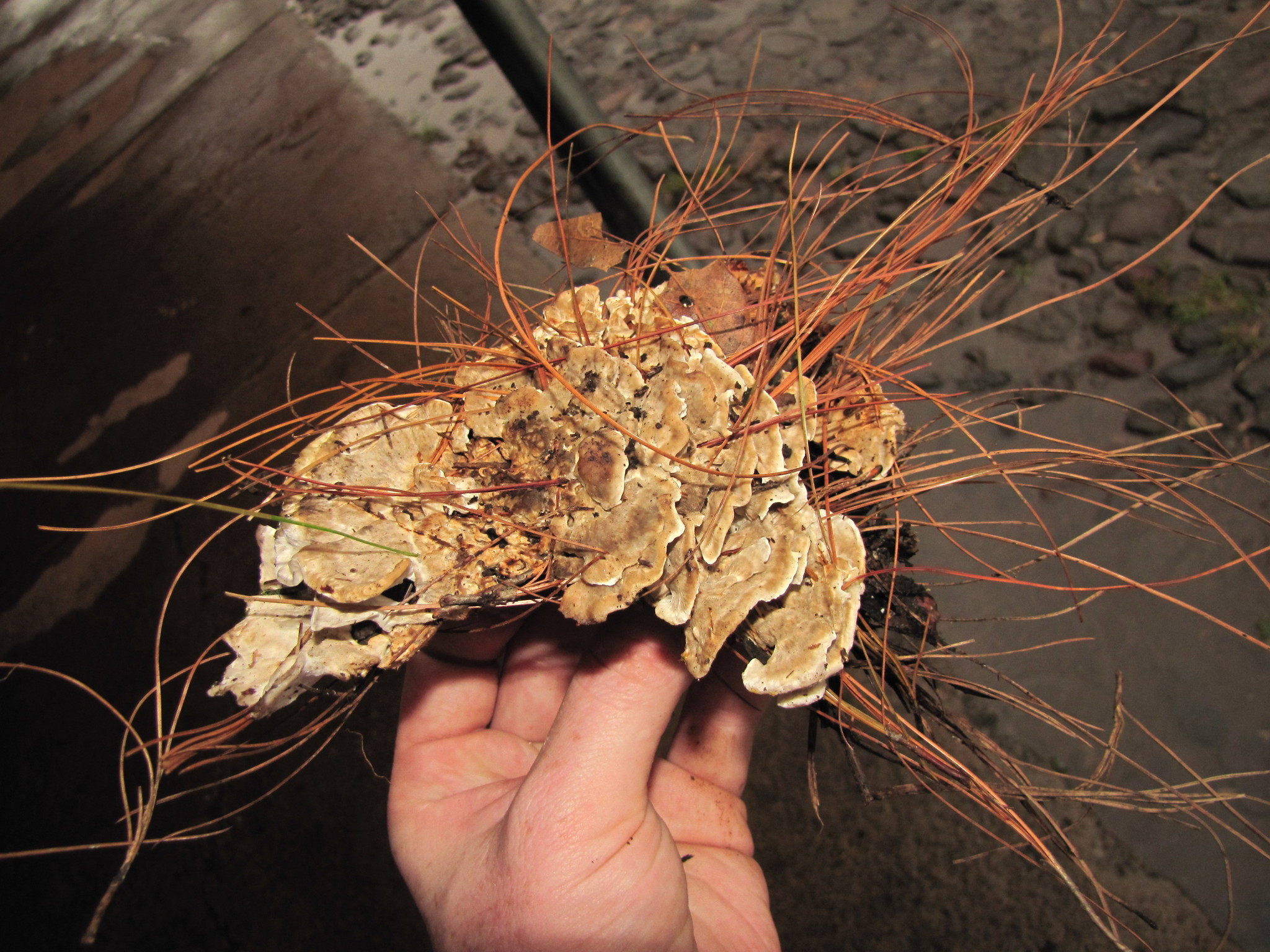
Rozetkaaszwam
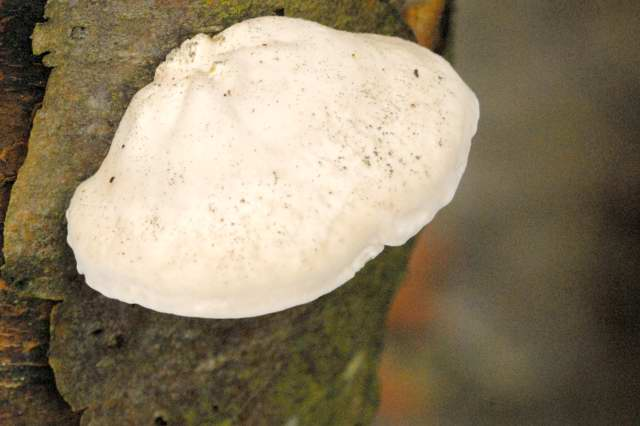
Sneeuwwitte kaaszwam
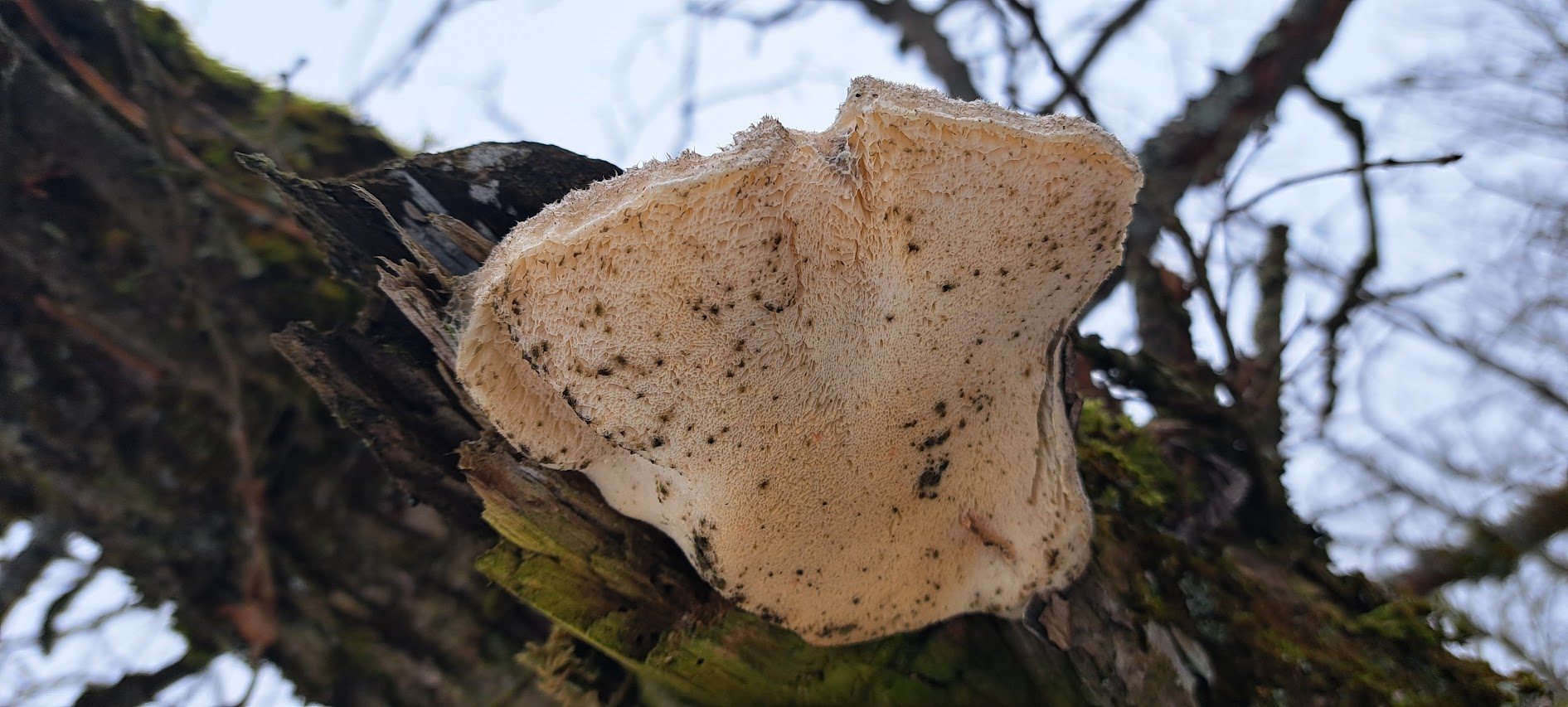
Sponzige kaaszwam
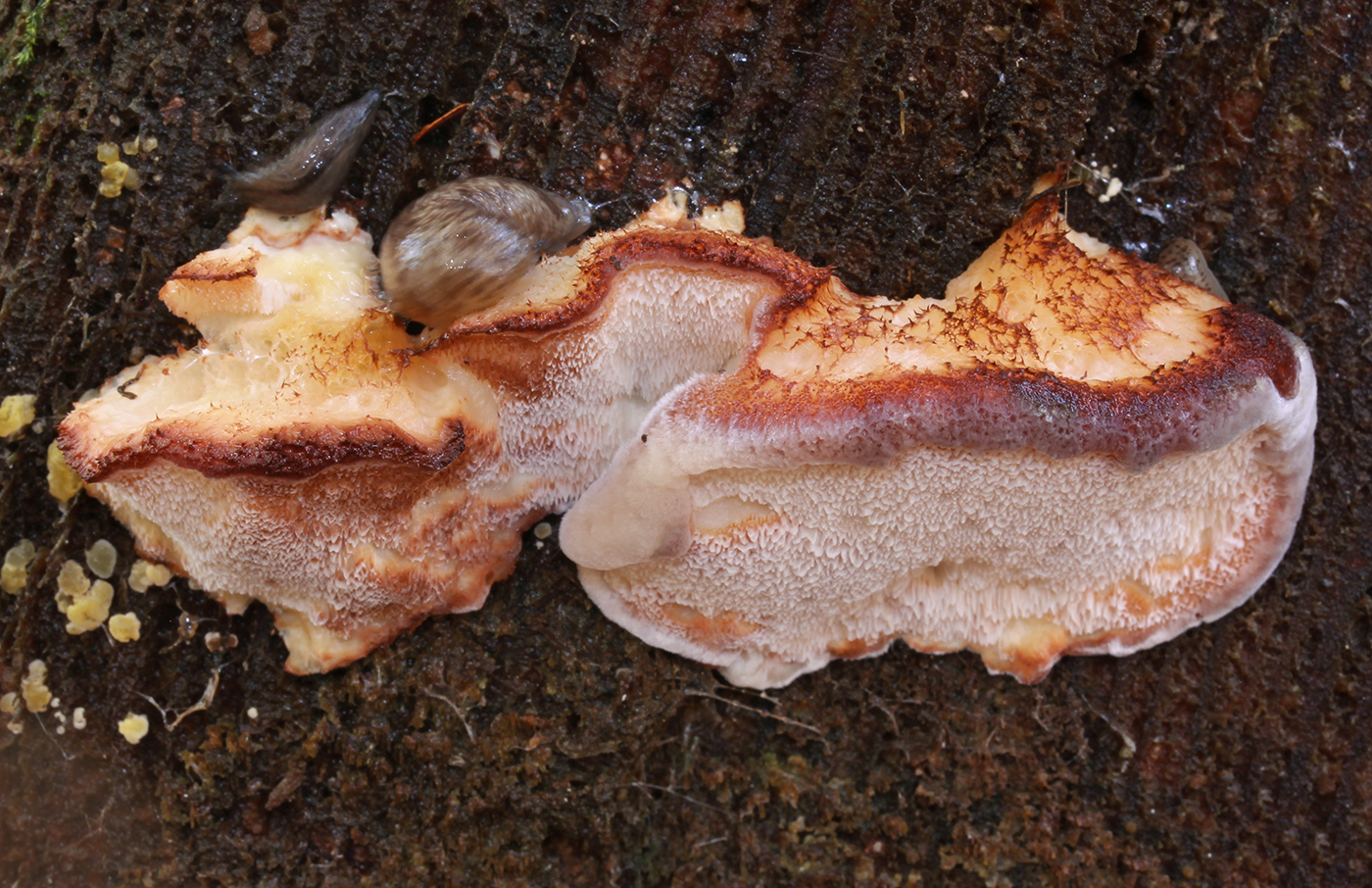
Vlekkende kaaszwam
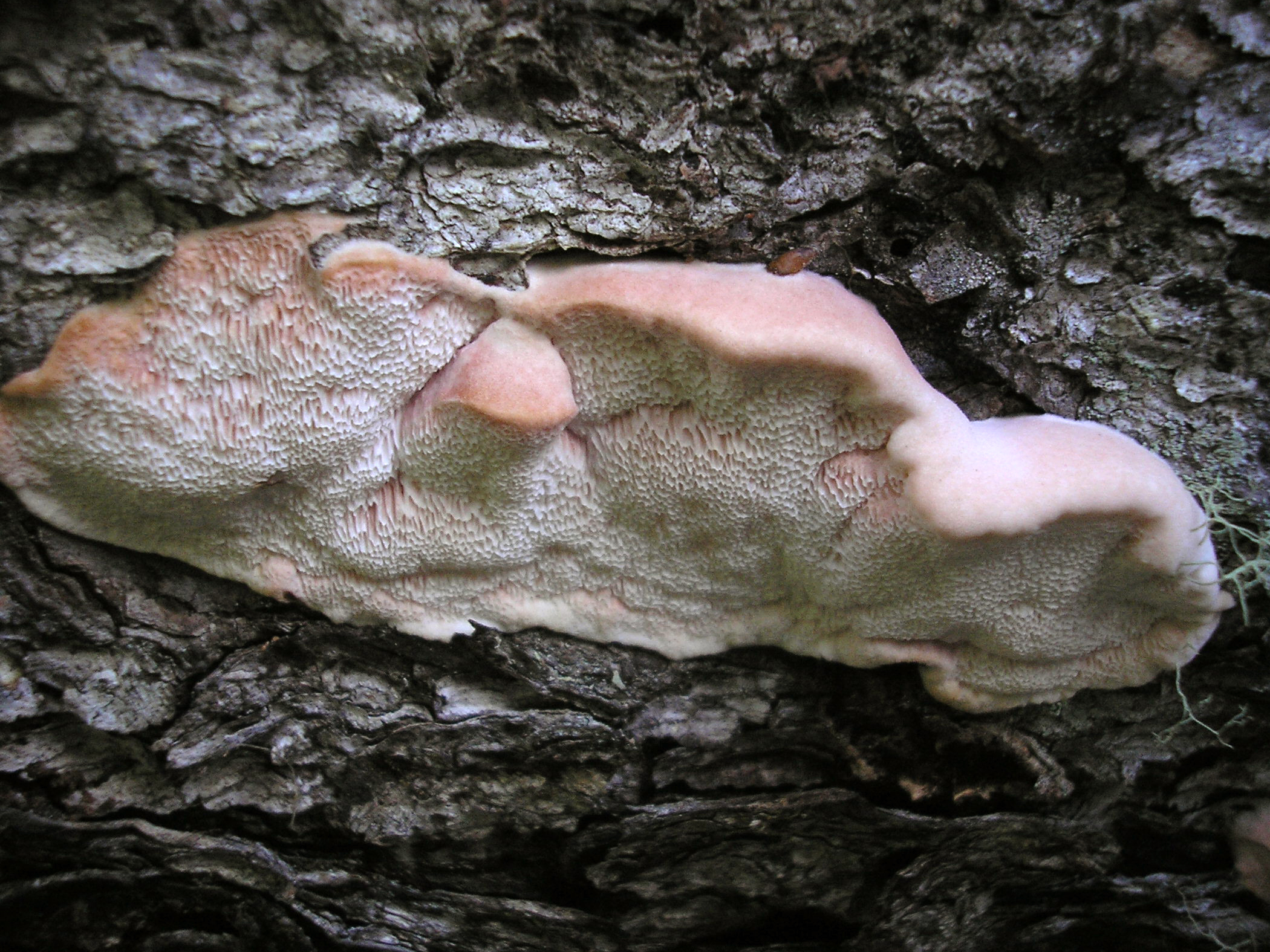
Zachte kaaszwam
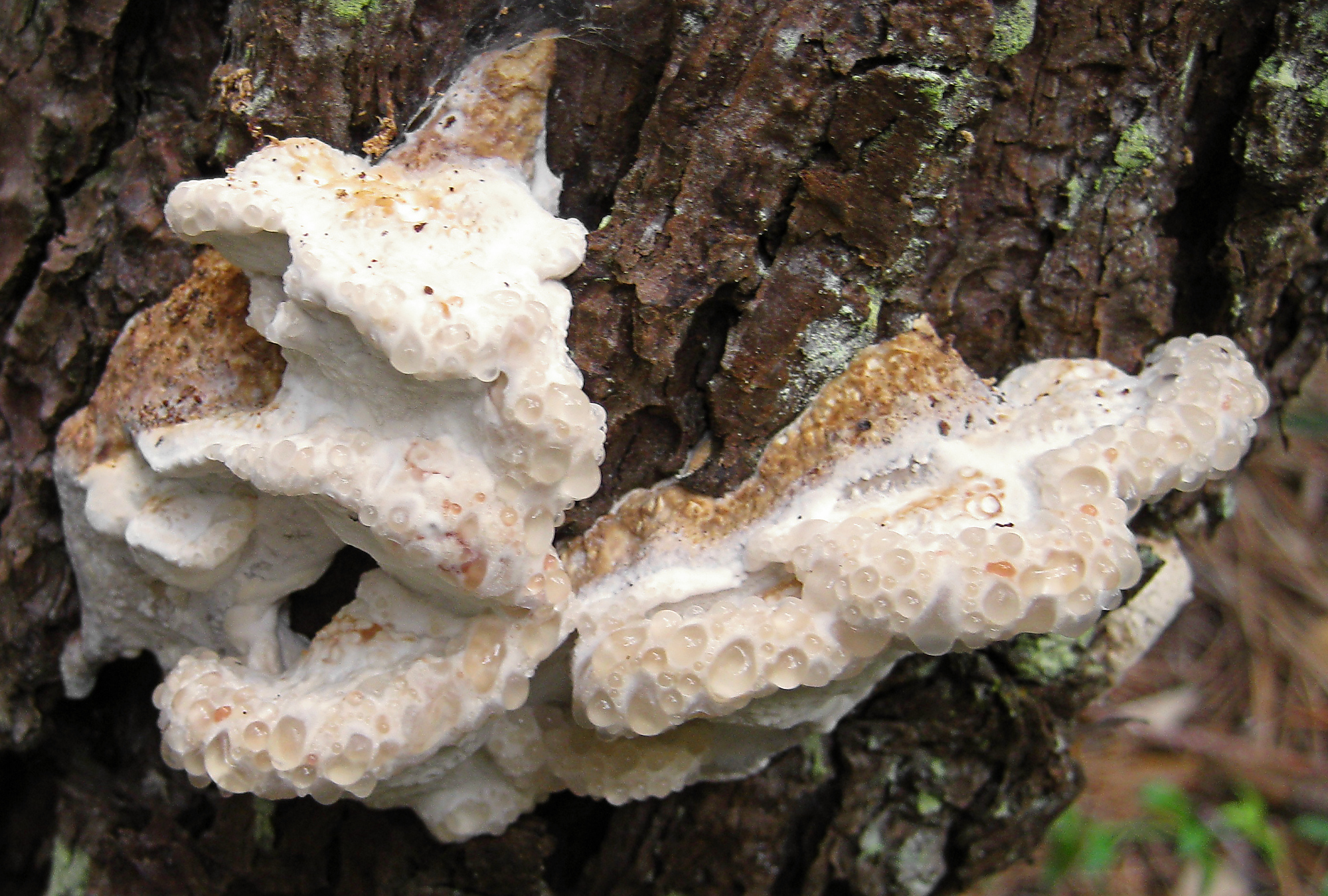
Zwetende kaaszwam

| Naam                      | Wetenschappelijke naam    | Houtsoort                                                    | Sporen |
| ------------------------- | ------------------------- | ------------------------------------------------------------ | --- |
| Appelboomkaaszwam         | Pappia fissilis           | loofhout (appelboom, beuk, berk, populier, kers, kastanje)   | breed ellipsoïde tot bijna rond (4-5 x 3-4 µm)                                                                                    |
| Asgrauwe kaaszwam         | Postia tephroleuca        | loofhout (eik, berk, es) en naaldhout                        | cilindrisch, suballantoïde, glad, guttvormig, hyaliene, inamyloïde (4,3–5,5 x (1,1) 1,5–2,2 μm; Q=2,2-3)                          |
| Bestoven kaaszwam         | Oligoporus rennyi         | naaldhout (spar, den)                                        | 4-5,5 x 2-2,8 μm |
| Blauwe kaaszwam           | Cyanosporus caesius       | naaldhout (spar, den, lariks, Douglasspar, taxus)            | cilindrisch, licht gebogen (4-5 x 1,3-2 µm)                                                                                       |
| Bittere kaaszwam          | Amaropostia stiptica      | naaldhout (spar, den) en zelden loofhout                     | glad, dunwandig, ellipsoïde, puntig, licht gebogen (3,5-5,5 × 1-1,5 μm)                                                           |
| Dunne vaalblauwe kaaszwam | Cyanosporus alni          | loofhout (beuk, eik, haagbeuk, els)                          | zeer nauw cilindrisch tot allantoïsch (worstvormig), glad, dunwandig, licht amyloïde? (4,1)4,3-6(7) x 1-1,3(1,5) µm; Q=3,79-4,45) |
| Dunne kaaszwam            | Postia lowei              | naaldhout (den)                                              | cilindrisch, schuin verzwakt aan de basis, glad, hyaliene, inamyloïde (4,3–5,5 x (1,1) 1,5–2,2 μm, Q=2,2–3)                       |
| Dikke vaalblauwe kaaszwam | Cyanosporus subcaesius    | loofhout (diversen)                                          | allantoïde, blauw in bulk, zwak amyloide (4-5 x 1-1,3 µm; Q=ca. 4)                                                                |
| Holleboomkaaszwam         | Postia ceriflua           | naaldhout                                                    | (3,7–4,8 × 2,0–2,3 μm) |
| Jeneverbeskaaszwam        | Postia balsamea           | naaldhout (jeneverbes, spar, lariks)                         | cilindrische tot oblong ellipsoïde (3,5–5,3 × 2,0–2,9 μm)                                                                         |
| Getande kaaszwam          | Irpiciporus pachyodon     | loofhout (beuk en eik)                                       | bijna rond, dikwandig, glad, inamyloïde (6-7 x 5-5,5 µm)                                                                          |
| Gezoneerde kaaszwam       | Oligoporus wakefieldiae   | loofhout en naaldhout (o.a. lork)                            | cillindrisch-elliptisch, hyaliene, glad, inamyloïde (3,5-4,5 x 2-2,5 µm)                                                          |
| Kleine kaaszwam           | Skeletocutis nivea        | loofhout (beuk, eik, els, populier, esdoorn)                 | cilindrisch, glad, licht allantoïsch (worstvormig), inamyloïde (4-5 x 0,5-1 µm)                                                   |
| Kristalkaaszwam           | Oligoporus romellii       | naaldhout                                                    | 3,87-4,49 x 2,05-2,46 μm |
| Krijtachtige kaaszwam     | Fuscopostia leucomallella | naaldhout (grove den, zwarte den, etc)                       | 4-6 x 1,2-1,7 µm |
| Kruipende kaaszwam        | Postia sericeomollis      | naadlhout (jeneverbes, spar)                                 | cyanofiel, inamyloïde, (3,75-4,98 x 1,73-2,75; Q=2,1)                                                                             |
| Roze kaaszwam             | Rhodonia placenta         | naaldhout (spar, lariks, grove den)                          | cilindrisch tot (sub)allantoïde, glad, met hilarisch aanhangsel, hyaliene, inamyloïde, cyaanfiel (5,5-7 x 2-2,5 µm)               |
| Rozetkaaszwam             | Spongiporus floriformis   | naaldhout (Larix, Abies, Abies, Cupressus, Pinus, Picea)     | langwerpig tot kortcilindrisch, vaak licht gebogen, glad, hyaliene, inamyloïde (3,5-4,5 x 2-2,5 µm)                               |
| Sneeuwwitte kaaszwam      | Tyromyces chioneus        | loofhout (o.a. berk, eik, beuk, populier)                    | lad, cilindrisch, hyaliene, glazig met KOH, 4-5 x 1,5-2 μm                                                                        |
| Sponzige kaaszwam         | Spongipellis spumeus      | loofhout (paardekastanje, populier, iep en mogelijk esdoorn) | bijna rond tot rond (5,5-7,5 x 4,5-6 µm)                                                                                          |
| Stinkende kaaszwam        | Loweomyces wynneae        | loofhout (o.a. beuk)                                         | eivormige tot subglobose (3–3,5 x 2,5–3 µm)                                                                                       |
| Vlekkende kaaszwam        | Fuscopostia fragilis      | naaldhout (den, spar)                                        | Allantoïde tot cilindrisch; zacht; hyaliene in KOH; inamyloïde (4–5 x 2–2,5 µm, soms wel 7 x 3 µm)                                |
| Wijdporiekaaszwam         | Postia undosa             | naaldhout (spar)                                             | |
| Zachte kaaszwam           | Leptoporus molli          | naaldhout (divers)                                           | Worstvormig, hyaliene, glad, niet-amyloïde en meten 5-6 × 1,5-2 μm.                                                               |
| Zwetende kaaszwam         | Calcipostia guttulata     | naaldhout, soms loofhout                                     | Langwerpig, ellipsvormig, kleurloos, glad, niet-amyloïde (4–5 x 2–2,5 μm)                                                         |